# Calcipotriol
Calcipotriol, còn được gọi là calcipotriene, là một dẫn xuất tổng hợp của calcitriol, một dạng vitamin D. Nó được sử dụng trong điều trị bệnh vẩy nến. Nó là an toàn cho ứng dụng lâu dài trong điều kiện da vẩy nến.
Nó được cấp bằng sáng chế vào năm 1985 và được chấp thuận cho sử dụng y tế vào năm 1991. Nó được bán trên thị trường dưới tên thương mại "Dovonex" ở Hoa Kỳ, "Daivonex" bên ngoài Bắc Mỹ và "Psorcutan" ở Đức.

## Sử dụng trong y tế
Chữa bệnh vẩy nến mảng bám mãn tính là công dụng y tế chính của calcipotriol. Nó cũng đã được sử dụng thành công trong điều trị rụng tóc.

## Chống chỉ định
Quá mẫn cảm, sử dụng thuốc này trên mặt, tăng calci máu, hoặc bằng chứng về độc tính vitamin D là những chống chỉ định duy nhất khi sử dụng calcipotriol.
Cần thận trọng bao gồm tiếp xúc với ánh sáng tự nhiên hoặc nhân tạo quá mức, do khả năng calcipotriol gây ra nhạy cảm ánh sáng.

## Dược lý học

### Cơ chế hoạt động
Hiệu quả của calcipotriol trong điều trị bệnh vẩy nến được chú ý đầu tiên khi quan sát thấy bệnh nhân sử dụng nhiều dạng vitamin D khác nhau trong một nghiên cứu về bệnh loãng xương. Thật bất ngờ, một số bệnh nhân cũng bị bệnh vẩy nến đã giảm đáng kể số lượng tổn thương.
Cơ chế chính xác của calcipotriol trong việc loại bỏ bệnh vẩy nến vẫn chưa được hiểu rõ. Tuy nhiên, nó đã được chứng minh là có ái lực tương đương với calcitriol đối với thụ thể vitamin D (VDR), trong khi hoạt động ít hơn 1% như calcitriol trong việc điều chỉnh chuyển hóa calci. Thụ thể vitamin D thuộc nhóm siêu thụ thể steroid / tuyến giáp và được tìm thấy trên các tế bào của nhiều mô khác nhau bao gồm tuyến giáp, xương, thận và tế bào T của hệ thống miễn dịch. Các tế bào T được biết là có vai trò trong bệnh vẩy nến và người ta cho rằng sự gắn kết của calcipotriol với VDR điều chỉnh sự phiên mã gen của tế bào T về sự biệt hóa tế bào và các gen liên quan đến sự tăng sinh.
Trong các nghiên cứu trên chuột, sử dụng calcipotriol tại chỗ cho tai và da lưng dẫn đến sự gia tăng phụ thuộc vào liều trong việc sản xuất cytokine TSLP có nguồn gốc từ tế bào biểu mô bởi keratinocytes, và gây ra viêm da dị ứng ở nồng độ cao. tăng bài xuất này sản xuất TSLP do áp dụng calcipotriene được cho là gián tiếp thông qua các coactivation của thụ thể vitamin D / RXRα và vitamin D receptor / RXRβ heterodimers. Vì bệnh vẩy nến thường được cho là một phần do các cytokine gây viêm Th1 / Th17, điều trị calcipotriol ở nồng độ thích hợp có thể làm giảm các triệu chứng bệnh vẩy nến bằng cách ức chế viêm Th1 / Th17 thông qua phản ứng Th2 / Th17. Tuy nhiên, điều quan trọng cần lưu ý là điều này vẫn chưa được xác nhận.